# Fjergræs-slægten
Fjergræs-slægten (Stipa) er en slægt med henved 300 arter, som er udbredt over hele verden. Arterne har en tueformet vækst, og de er mest stauder, men enårige arter findes også. De tuedannende blade er oftest indrullede, så de virker børsteagtige. Bladets overside er stærkt ribbet. Stænglerne er oprette og hos nogle arter også forgrenede. De har mellem 1 og 8 knæ. Blomsterne er reducerede og mangler bæger- og kronblade. Avnerne er 3-5-ribbede og ofte trukket ud i lange spidser, sådan at de er betydeligt længere end selve frøet. Stakken er op til 50 cm lang. Blomsterstanden er et endestillet, mere eller mindre tæt aks
| Beskrevne arter |

- Almindelig fjergræs (Stipa pennata) – Thorvaldsens Hår
- Hejrefjergræs (Stipa barbata)
- Hårtotfjergræs (Stipa capillata) – Thyrsagræs

| Andre arter |

- Stipa aliena
- Stipa arabica
- Stipa araxensis
- Stipa avenacioides
- Stipa baicalensis
- Stipa borysthenica
- Stipa brandisii
- Stipa bungeana
- Stipa capensis
- Stipa capillacea
- Stipa caucasica
- Stipa chubutensis
- Stipa clarazii
- Stipa dasyphylla
- Stipa dregeana
- Stipa eriostachya
- Stipa glareosa
- Stipa grandis
- Stipa haussknechtii
- Stipa hirtiflora
- Stipa hohenackeriana
- Stipa holosericea
- Stipa humilis
- Stipa ibari
- Stipa joannis
- Stipa juncoides
- Stipa kirghisorum
- Stipa krylovii
- Stipa lagascae
- Stipa lessingiana
- Stipa namaquensis
- Stipa neaei
- Stipa offneri
- Stipa orientalis
- Stipa parviflora
- Stipa patagonica
- Stipa pontica
- Stipa przewalskyi
- Stipa psylantha
- Stipa pulcherrima
- Stipa redowskii
- Stipa retorta
- Stipa richteriana
- Stipa roborowskyi
- Stipa sareptana
- Stipa sibirica
- Stipa tirsa
- Stipa tuckeri
- Stipa ucrainica
- Stipa zalesskii

- Kæmpefjergræs (som tidligere blev anbragt i Fjergræs-slægten under navnet Stipa gigantea) skal nu søges under slægten fjergræs (Celtica)

## Note
1. ↑  Arne Anderberg: Fjädergräs Arkiveret 20. april 2017 hos  Wayback Machine i værket Den virtuella floran (svensk)